# 張棟 (萬曆丁丑進士)
張棟（1546年—1605年），字伯任，號可菴，直隸蘇州府崑山縣（今昆山市）人，民籍，明朝政治人物，官至兵科都給事中。因參與“國本之爭”撤職。

## 生平
萬曆四年（1576年）丙子科應天府鄉試第五十九名舉人。萬曆五年（1577年）聯捷丁丑科進士。除新建縣知縣。十一年八月，征授工科給事中，十三年五月，为广西考试官。十四年正月，擢本科右给事中。累官兵科都給事中。
萬曆二十年（1592年）正月，禮科都給事中李獻可偕六科諸臣上疏請求為神宗長子朱常洛舉行“豫教之典”。神宗大怒，指摘其誤書弘治年號，違旨侮君，貶一秩調外，其餘人等奪俸半年。大學士王家屏將御批封還，神宗愈加不滿。吏科都給事中鍾羽正、吏科給事中舒弘緒均上疏支持李獻可。神宗將弘緒調職南京，羽正及獻可以調任邊遠地區雜職。大學士趙誌臯論救，被斥責；吏科右給事中陳尚象又爭，貶斥為民。戶科左給事中孟養浩，御史鄒德泳，戶兵刑工四科都給事中丁懋遜、張棟、吳之佳、楊其休，禮科左給事中葉初春，各自上疏救。神宗怒不可遏，命將孟養浩廷杖一百，除名。鄒德泳、丁懋遜、張棟、吳之佳等六人貶一秩，外放為官。李獻可、鍾羽正、李弘緒除名。
萬曆三十三年，張棟之母柴氏去世，張棟時年已六十，哀毀守墓，不久卒。天啟年間，贈太常寺少卿。
張棟與吳之佳、葉初春均為蘇州府人，史稱「吳中三諫」。

## 著作
有《張給諫集》、《可菴書牘》等。

## 家族
曾祖父張寬，曾任按察司僉事；祖父張廷臣，曾任貢士；父親張士瀹，曾任監生。母柴氏。慈侍下。弟張柱。